# Jean-Baptiste Troppmann

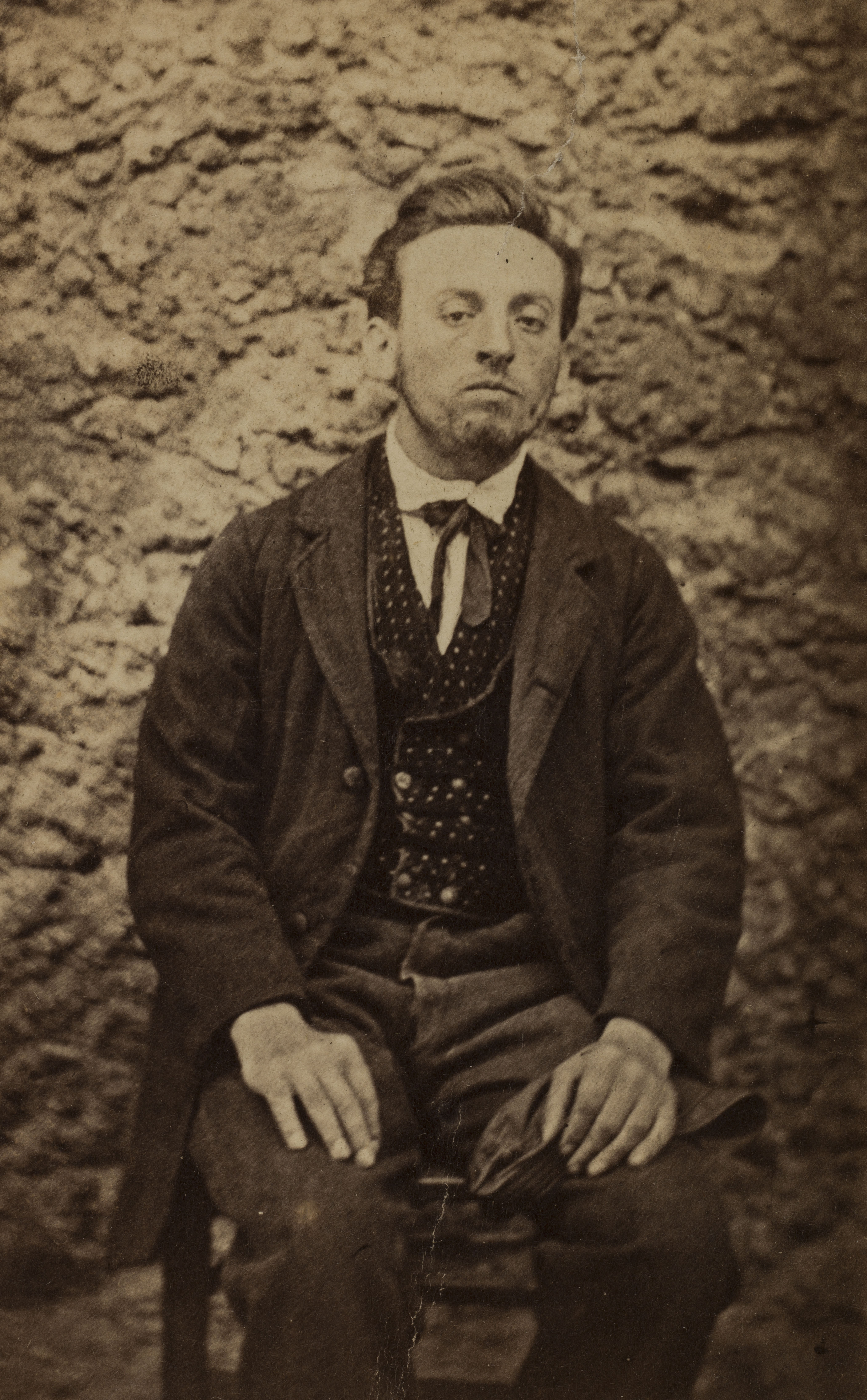
Jean-Baptiste Troppmann

Jean-Baptiste Troppmann (* 5. Oktober 1849 in Brunstatt; † 19. Januar 1870 in Paris) war ein französischer achtfacher Mörder. Über die von ihm begangenen Morde an einer Familie wurde in der französischen Presse ausführlich berichtet. Diese Berichterstattung war ein wesentlicher Meilenstein bei der Entwicklung der französischen Boulevardpresse (der „petite presse“ oder der „presse à un sou“).

## Die Tat
Der geborene Elsässer Troppmann begab sich Ende August 1869 mit dem in Roubaix ansässigen Familienvater und Industriellen Jean Kinck auf eine Reise nach Herrenfluh bei Cernay. Nachdem er Kinck mit Blausäure vergiftet hatte, bat er die Frau des Opfers, Hortense Kinck geborene Roussel, um Geld. Diese sandte ihm, da sie annahm, er spreche diese Bitte für ihren Mann aus, ihren ältesten Sohn Gustave mit einem Scheck. Troppmann konnte den Scheck ohne den Ermordeten allerdings nicht einlösen. Er brachte den Sohn um und zerstückelte dessen Leichnam. Anschließend veranlasste er ein Treffen mit der im sechsten Monat schwangeren Hortense Kinck in Paris. Diese brachte 55.000 Franc zu diesem Treffen wieder in der Annahme, dass ihr Gatte dieses Geld benötige. Nachdem er das Geld erhalten hatte, tötete Troppmann Frau Kinck und auch ihre fünf Kinder im Alter von 2 bis 13 Jahren und vergrub sie zwei Kilometer von Paris entfernt in einem Feld zwischen dem „Fort d’Aubervilliers“ und dem Bahnhof von Pantin. Diese Leichen wurden bereits am folgenden Tag, dem 20. September, gefunden. Zunächst wurden, da unauffindbar, Jean Kinck und sein Sohn Gustave der Tat verdächtigt, bis zwei Tage später Troppmann im Besitz von Papieren und Wertgegenständen der Familie Kinck im Hafen von Le Havre aufgegriffen wurde, wo er sich nach Amerika einschiffen wollte. Er gab vor, die Tat mit Unterstützung von Jean und Gustave Kinck begangen zu haben und beschuldigte, als am 26. September in Pantin auch die Leiche von Gustave aufgefunden worden war, weiterhin Jean Kinck.
Erst nachdem Troppmann am 12. November gestanden hatte, die Reise mit Jean Kinck zur Schlossruine von Herrenfluh angetreten zu haben, angeblich um diesem eine in einem unterirdischen Gewölbe verborgene (unauffindbare) Falschmünzerwerkstatt zu zeigen, konnte am 25. November auch die Leiche desselben geborgen und der Fall geklärt werden.

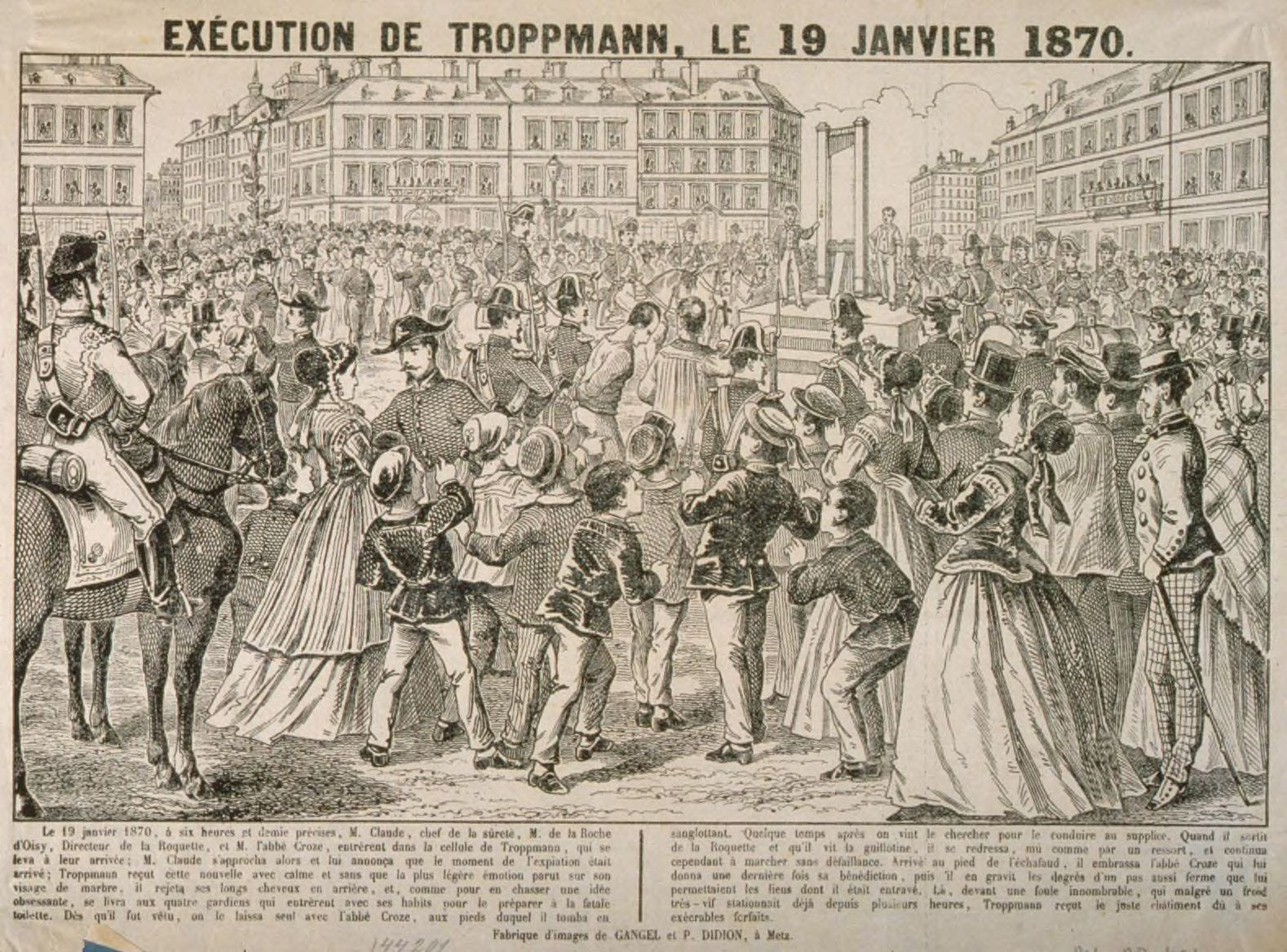
Zeitgenössische Darstellung der Hinrichtung Troppmanns in der Presse

Troppmann wurde für diese Tat verurteilt und am 19. Januar 1870 im Alter von 21 Jahren unter der Guillotine des Roquette-Gefängnisses in Paris öffentlich hingerichtet. Die Stelle, an der die Guillotine stand, ist in der Pflasterung des Bürgersteiges der Rue de la Roquette noch heute deutlich an den fünf großen Steinen zu erkennen, die den Aufprall des 40 Kilogramm schweren Fallbeils aufhielten.
Obwohl Troppmann acht Personen tötete, ist er kein klassischer Serienmörder. Hierzu hätte es sich nicht um Morde handeln dürfen, die sich auf einen einheitlichen Tatplan bezogen. Dazu war offensichtlich alleine Geldgier das Tatmotiv. Er ist eher der Typus des Massenmörders. Gleichwohl wird er vielfach als Serienmörder aufgelistet.

## Die Rolle der Presse
Von der Entdeckung der Leichen über die Jagd nach dem Täter bis hin zum Prozess und der Hinrichtung verfolgten die Moritatensänger und insbesondere die noch junge Presse den Fall Troppmann. Besonders hervor tat sich das am 1. Februar 1863 von Moïse Polydore Millaud gegründete Le Petit Journal. Dieses konnte die Auflage von dem ersten Bericht über diesen Mord am 23. September von 357.000, drei Tage später auf 403.950, am Tag der Hinrichtung Troppmanns bis auf 594.000 Exemplare steigern. Das Blatt versorgte seine Leser hierbei mit Details, wonach Troppmann angeblich seinen Bruder um Blausäure und Äther gebeten hätte, um seine Wärter zu vergiften, und dass er versucht habe, seinen Henker zu beißen. So wurde die potentielle Zugkraft von Kriminalfällen für Zeitungen offensichtlich. Der Fall Troppmann trug auch zur Entstehung der sogenannten „kleinen Reportage“ über „faits divers“ (≈ „Unglücksfälle und Verbrechen“) bei, deren Reporter sich auf die Suche nach blutigen Verbrechen und Sensationen begeben und dabei die Verachtung der Kritiker des Informationsjournalismus auf sich ziehen.
Le petit Journal war die erste französische Zeitung, die sich als Hauptvertriebsweg nicht mehr auf das Abonnement, sondern auf den Boulevard konzentrierte, sie war mit einem Preis von 5 Centimes (relativ zu dem Preis von 15 bis 20 Centimes bei anderen Zeitungen), dem sprichwörtlichen einen Sou, auch überaus preiswert. Der Herausgeber Millaud hatte keinerlei herausgeberischen Ehrgeiz, er war vielmehr ein reiner Kaufmann. Le Petit Journal strebte daher auch nicht die Darlegung unterschiedlicher Meinungen oder die Aufklärung oder Information seiner Leser an, sondern war erklärtermaßen unpolitisch und strebte die Unterhaltung der Leser an. Die Affäre Troppmann führte zum Durchbruch dieses Blattes.

## Der Fall Troppmann in Dichtung und Film
Der russische Romancier Iwan S. Turgenjew, der der Hinrichtung beigewohnt hatte, verfasste darüber kurz darauf einen zum Essai über die Todesstrafe erweiterten Augenzeugenbericht, L’Exécution de Troppmann.
Der französische Dichter Maurice Rollinat verarbeitete den Fall in Soliloque de Troppmann (Les Névroses, 1883).
Der französische Historienkrimi Der Fall Troppmann (1992, Originaltitel: Le cri coupé, Regie: Miguel Courtois, Darsteller: Julien Guiomar, Alain Beigel, Jean-Francois Garreud, Laurent Vivier, Pascale Arbillot) griff den Fall auf. Im Vordergrund stand dabei allerdings weniger das Verbrechen, als die Tätigkeit der Presse, insbesondere Millauds. Der Film hinterfragte diese Betätigung kritisch.